# Donja Trešnjevica
Donja Trešnjevica (em cirílico: Доња Трешњевица) é uma vila da Sérvia localizada no município de Topola, pertencente ao distrito de Šumadija, na região de Šumadija. A sua população era de 296 habitantes segundo o censo de 2011.

## Demografia
| 1948 | 1953 | 1961 | 1971 | 1981 | 1991 | 2002 | 2011 |
| ---- | ---- | ---- | ---- | ---- | ---- | ---- | ---- |
| 505  | 521  | 516  | 446  | 437  | 382  | 304  | 296  |